# Norbert Küpper (Künstler)
Norbert Küpper (* 4. Februar 1964 in Köln) ist ein deutscher Maler, Kunsthistoriker und Musiker.

## Leben
Norbert Küpper studierte an der Kunstakademie Düsseldorf und den ehemaligen Kölner Werkschulen Freie Malerei, wo er als Meisterschüler von Werner Schriefers ernannt wurde. Parallel studierte er an der Universität zu Köln Kunstgeschichte und schrieb eine Magisterarbeit über den holländischen CoBrA-Maler Karel Appel. 1992 gründete er mit seiner Frau Ursula Knorr in Köln-Zollstock das Atelier Knorr-Küpper, dass nach ihrem Unfalltod 2015 auch als Ort der Nachlassverwaltung dient. Seine Malerei bewegt zwischen abstrakt-expressiven und gegenständlichen Elementen und bezieht ihre Themen besonders aus der Beschäftigung mit der italienische Renaissance und musikalischen Phänomenen. 2003 erhielt er den Villa-Romana-Preis mit einem ganzjährigen Aufenthalt in Florenz. Seit 2010 trat er mit Publikationen zur aktuellen Kunstszene auch über die Rezeption von NS-Kunst in die Öffentlichkeit. In diesem Zusammenhang scheiterte eine am Landgericht eingereichte Unterlassungsklage gegen ihn wegen seines im Trierischen Volksfreund erschienenen Leserbrief (Die Akte Scherl). Seit 2020 kuratierte er mit Herbert Rosner Ausstellungen des Kunstforum St. Clemens, wo er auch regelmäßig als Gitarrist auftrat. Das Kunstforum wurde Sommer 2023 aufgelöst.

## Kunstpreise und Stipendien
- 1993 Förderstipendium der Jakob-Eschweiler-Stiftung
- 1998 Preisträger des Kunstpreises der Diözese Rottenburg-Stuttgart
- 2000 einjähriges Arbeitsstipendium des Else-Heiliger-Fonds der Konrad-Adenauer-Stiftung
- 2003 Preisträger des Villa Romana-Stipendiums mit zehnmonatigen Aufenthalt in Florenz[1]
- 2003 Projektförderung der Kölner Graphikwerkstatt e. V. für den Radierzyklus Capricci fiorentini
- 2006 Preisträger des Plakatwettbewerbs Ehrenfelder Straßenfest, Kultur Köln 30
- 2011 Kunststipendium in Rybnik-Jankowice, Polen
- 2015 Verleihung der Georg-Meistermann-Plakette durch den Bildhauer Heribert Calleen als „Alternativer Georg-Meistermann-Preis“

## Rezeption
Die Bilder von Norbert Küpper ähneln Magnetfeldern, in denen die Elemente und Formen ohne gezielte Absprache frei und locker zueinander gefunden haben. Vor allem interessiert ihn das Problem des Sehens und des Sichtbarmachens als ein Phänomen der Kulturgeschichte. Das erzählerische Moment ist vordergründig... Spuren werden hinterlassen, sie sind da und bleiben, bis irgendetwas sie verwischt. Zwei aktive Größen sind hierbei zu beobachten, zum einen die Zeit selbst, die Spuren des Lebens tilgt, zum anderen der Künstler Norbert Küpper, er legt Farbspuren, Pinselspuren und Wischspuren als optisches Muster über und unter seine Bilder. (aus: Ute Kaldune, Das Bacchanal des Capricorn, Jahrbuch der Villa Romana 2003, S. 43ff.)

## Kataloge
- 1992 Junge Kunst in der CDU-Fraktion des Kölner Rathaus
- 1992 „und sie bewegt sich doch“ BBK Karlsruhe
- 1992 „Plüschprummen“ FH Köln
- 1994 „Norbert Küpper, Passion“, Künstler-Union Köln
- 1998 „Blick auf Martin von Tour“, Kunstpreis der Diözese Rottenburg-Stuttgart
- 2001 „Le Salon 2001“ Société des artistes français de Paris
- 2003 Jahrbuch der Villa Romana
- 2013 Rhein! S3, Kunstverein Kunstgeflecht
- 2015 Kalender 2015 des Kölner Haus- und Grundbesitzervereins